# Haverö träsk
Haverö träsk är en sjö i Finland. Den ligger i Pargas stad i landskapet Egentliga Finland, i den södra delen av landet, 160 km väster om huvudstaden Helsingfors. Haverö träsk ligger 1 meter över havet. Den ligger på ön Haverö. Arean är 16,8 hektar och strandlinjen är 1,99 kilometer lång. Sjön  ingår i Norra Skärgårdshavets avrinningsområde.  I sjön finns den 0,5 hektar stora ön Träskholm.